# Trilling

Een trillend massa-
veersysteem.

Een trilling of oscillatie is een periodiek herhaalde omkering van de bewegingsrichting. Een trilling wordt vaak veroorzaakt door de verstoring van een stabiele evenwichtssituatie.
Een voorbeeld van een trillend systeem is een object, opgehangen aan een veer die in beweging is gebracht, of een slinger in een klok. Ook de naald van een platenspeler vertoont een trilling tijdens het volgen van de geluidsregistratie in de groef van een grammofoonplaat, al is deze trilling minder regelmatig dan die in de andere voorbeelden. Geluid wordt voortgebracht door trillende lucht-deeltjes (gasmoleculen), en is, net als de andere bovengenoemde voorbeelden, een voorbeeld van een materiële, mechanische trilling. De voortplanting van geluid in een vacuüm is dan ook onmogelijk.
Behalve bovengenoemde mechanische trillingen, bestaan er trillingen van elektrische aard, zoals de heen en weer gaande elektrische stroom in een trillingskring.
Ook licht, uitgaande van zijn golfkarakter, kan worden opgevat als een trilling, en wel van elektromagnetische aard. Het is het elektromagnetische veld waardoorheen de lichtstraal zich beweegt, dat trilt. Voor een elektromagnetisch veld is geen materie nodig, en licht kan zich dan ook door een vacuüm verplaatsen.

## Harmonische ongedempte trilling
De eenvoudigste trilling is de harmonische trilling zonder demping. Deze trilling treedt op bij een systeem dat voldoet aan de Wet van Hooke.
{\displaystyle F=ma=-kx}
Waarbij {\displaystyle x} de afwijking gezien vanuit het evenwichtspunt is, {\displaystyle m} de massa, {\displaystyle a} de versnelling en {\displaystyle k} de veerconstante. Het minusteken geeft aan dat de kracht tegengesteld is aan de verplaatsing vanaf het evenwichtspunt. Maar zowel {\displaystyle a} als {\displaystyle x} zijn functies in de tijd {\displaystyle t}, dus:
{\displaystyle F=ma(t)=-kx(t)}

Enkelvoudige harmonische trilling

Nu zegt de tweede wet van Newton dat:
{\displaystyle a(t)={\frac {\mathrm {d} v}{\mathrm {d} t}}={\frac {\mathrm {d} ^{2}x}{\mathrm {d} t^{2}}}}
Vervanging van {\displaystyle a(t)} levert een differentiaalvergelijking:
{\displaystyle m{\frac {\mathrm {d} ^{2}x}{\mathrm {d} t^{2}}}=-kx(t)},
met als oplossing:
{\displaystyle x(t)=A\,\sin(\omega t+\alpha )}
dus met behulp van de kettingregel:
{\displaystyle v(t)={\frac {\mathrm {d} x}{\mathrm {d} t}}=A\,\omega \,\cos(\omega t+\alpha )}
en nogmaals:
{\displaystyle a(t)={\frac {\mathrm {d} ^{2}x}{\mathrm {d} t^{2}}}=-A\,\omega ^{2}\sin(\omega t+\alpha )}
Hierin is {\displaystyle A} de amplitude, {\displaystyle \alpha } de fase en {\displaystyle \omega } de hoekfrequentie, waarvoor geldt: {\displaystyle \omega =2\pi f}, met {\displaystyle f} de frequentie. Omdat {\displaystyle \alpha } constant is, valt deze term weg in de differentiaal.
Als
{\displaystyle A} gegeven wordt in meter
{\displaystyle \omega } in radialen per seconde, dus {\displaystyle f} in hertz,
en
{\displaystyle t} in seconde,
is
{\displaystyle a} uitgedrukt in meter per seconde per seconde, ofwel m/s2.
{\displaystyle v} uitgedrukt in meter per seconde.
{\displaystyle x} uitgedrukt in meter.
Hieruit blijkt dat de vorm van de snelheid en de versnelling sterk lijken op die van de verplaatsing, en ook dezelfde frequentie bezitten. Echter blijkt hieruit ook dat de verplaatsing en de versnelling met elkaar in tegenfase zijn (dat wil zeggen dat de versnelling en de verplaatsing tegelijkertijd op hun maximum zijn, maar met tegengesteld teken), maar dat de snelheid en de verplaatsing 90 graden uit fase zijn. De snelheid is maximaal als de verplaatsing nul is.
Dit is aanschouwelijk te maken aan de hand van de trillingsbeweging van een slinger, zoals een schommel. De snelheid van de schommel is maximaal als de schommel door de middenpositie gaat (de uitwijking is daar nul). De snelheid is echter gelijk aan nul als de schommel in een uiteinde staat (de uitwijking is daar maximaal). Op dat punt keert de snelheid ook van teken om (de grafiek van de snelheid gaat door nul). 
N.B.: Bij een enkelvoudige harmonische trilling is de frequentie onafhankelijk van de amplitude. Bij een slinger is dit niet geheel het geval. Huygens ontdekte dat de kracht die op een slinger werkt niet evenredig is met de uitslag. Om dat op te heffen bedacht Huygens de cycloïdale boogjes in zijn klokken, waardoor de slingerlengte verkort werd bij een grotere uitslag.
In onderstaande figuur zijn de verplaatsing (blauwe lijn), snelheid (paarse lijn) en de versnelling (groene lijn) getekend als functie van de tijd op de x-as. De amplitude van deze trilling is op 1 gesteld, evenals de frequentie ω.
Als de amplitude in deze grafiek niet gelijk zou zijn aan 1, dan zouden de toppen van de drie grafieken verschillend van hoogte zijn. Bij een grotere waarde van de frequentie gaat de trilling bovendien sneller (liggen de toppen per grafiek dichter bij elkaar).

### Beschrijving in het complexe vlak
Een harmonische op en neer gaande beweging kan worden gezien als de projectie van een eenparige cirkelbeweging in het complexe vlak. Dit is een van de toepassingen van de complexe getallen. Deze gedachte ligt ten grondslag aan de Wetten van Maxwell waarin periodieke elektrische en magnetische velden worden verenigd in elektromagnetische straling en die zo een verklaring bieden voor de eigenschappen van licht en radiogolven.

## Gedempte trilling
In het model van de ongedempte trilling blijft deze altijd in beweging, als de massa eenmaal uit evenwicht is gebracht. Dit is niet erg realistisch, omdat in de meeste gevallen kinetische energie door wrijving verloren gaat. Een meer realistisch model is de gedempte trilling. Hierbij ondervindt de trillende massa een wrijvingskracht, die haar uiteindelijk tot stilstand brengt.
Een eenvoudige benadering voor wrijving is:
{\displaystyle F_{w}=-\lambda v\qquad {\text{(1)}}}
Dat wil zeggen dat de wrijvingskracht {\displaystyle F_{w}} recht evenredig is met de snelheid, maar vanwege het minusteken in tegengestelde richting. De factor {\displaystyle \lambda } staat ook wel bekend als de wrijvingsconstante. Gecombineerd met de wet van Hooke levert dat het volgende op:
{\displaystyle F_{tot}=F_{v}+F_{w}=-kx-\lambda v\qquad {\text{(2)}}}
Substitutie zoals bij de ongedempte trilling levert dan het volgende op:
{\displaystyle F=ma=m{\frac {\mathrm {d} ^{2}x}{\mathrm {d} t^{2}}}=-kx-\lambda {\frac {\mathrm {d} x}{\mathrm {d} t}}\rightarrow }
{\displaystyle m{\frac {\mathrm {d} ^{2}x}{\mathrm {d} t^{2}}}+\lambda {\frac {\mathrm {d} x}{\mathrm {d} t}}+kx=0\qquad {\text{(3)}}}
Om de factor massa, die constant mag worden geacht, niet in de weg te laten lopen, wordt dit vaak geschreven als:
{\displaystyle {\frac {\mathrm {d} ^{2}x}{\mathrm {d} t^{2}}}+2\gamma {\frac {\mathrm {d} x}{\mathrm {d} t}}+\omega _{0}^{2}x=0\qquad {\text{(4)}}}
Waarbij {\displaystyle 2\gamma =\lambda /m} en {\displaystyle \omega _{0}^{2}=k/m}, waarbij {\displaystyle \omega _{0}} de eigenfrequentie weergegeven als hoeksnelheid is. Beide schrijfwijzen zijn differentiaal-vergelijkingen die tamelijk eenvoudig zijn op te lossen met behulp van de productregel.
{\displaystyle x(t)=A\,e^{-\gamma t}\cos(\omega t+\alpha )\qquad {\text{(5)}}}
dus:
{\displaystyle v(t)={\frac {\mathrm {d} x}{\mathrm {d} t}}=\gamma \cdot \omega \cdot A\cdot e^{-\gamma t}\cdot \sin(\omega t+\alpha )=\qquad {\text{(6)}}}
en:
{\displaystyle a(t)={\frac {\mathrm {d} ^{2}x}{\mathrm {d} t^{2}}}=-\gamma ^{2}A\cdot e^{-\gamma t}\cdot \omega ^{2}\cdot \cos(\omega t+\alpha )\qquad {\text{(7)}}}
Uit subsitutie van vgl. 5, 6 en 7 in vgl 4 volgt:
{\displaystyle -\gamma ^{2}A\,e^{-\gamma t}\omega ^{2}\cos(\omega t+\alpha )-2\gamma ^{2}A\,e^{-\gamma t}\omega \cdot \sin(\omega t+\alpha )+A\,e^{-\gamma t}\cos(\omega t+\alpha )=0\qquad {\text{(8)}}}
of:
De gedempte trilling heeft dan de vorm:
{\displaystyle x(t)=A\,e^{-\gamma t}\cos(\omega t)}
De snelheid {\displaystyle v} wordt nu gegeven door:
{\displaystyle v(t)=-A\,e^{-\gamma t}(\gamma \cos(\omega t)+\omega \sin(\omega t))}
De formule voor de snelheid bestaat uit twee termen, een met {\displaystyle \cos(\omega t)} en een met {\displaystyle \sin(\omega t)}. De snelheid krijgt hierdoor een ander faseverschil met de verplaatsing dan bij de ongedempte trilling. Hetzelfde geldt voor de versnelling.
De verplaatsing van een gedempte trilling met vrij weinig demping ziet er als functie van de tijd als volgt uit:

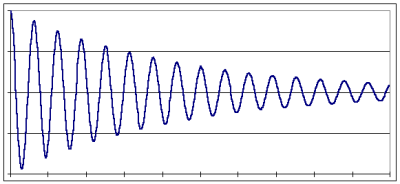
Grafiek 1 - De zwak gedempte trilling.

Is de demping groter, dan dempt de trilling sneller uit:

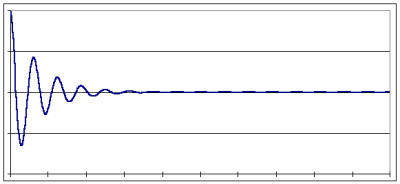
Grafiek 2 - De sterk gedempte trilling.

Als de dempingsterm nog groter is dan in deze voorbeelden, en een bepaalde waarde bereikt, de "kritische demping" dan gaat de verplaatsing van de massa snel naar nul, zonder door de nul heen te schieten. Is de dempingswaarde nog groter, dan is de trilling overgedempt.

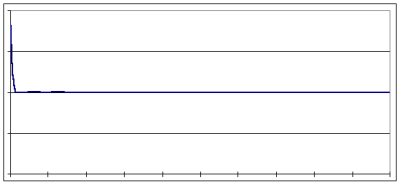
Grafiek 3 - De kritisch gedempte trilling.

Voor (analoge) meetinstrumenten met een wijzer wordt het trillen van de naald zodanig gedempt dat er nog net één keer overshoot optreedt waarna de wijzer tot rust komt. Dit gebeurt bij een demping van {\displaystyle 1/{\sqrt {2}}\approx 0{,}7} keer de kritische demping.

## Resonantie
Resonantie (Latijn: resonare, weerklinken) is een natuurkundig verschijnsel dat voorkomt bij trillingen. Een trillend voorwerp zal bij een ander voorwerp resonantie teweegbrengen, als dit voorwerp met de trillingen gaat meetrillen, sterker dan men op grond van de aanstoting zou verwachten (de trilling vindt weerklank). Dit gebeurt als de frequentie van de trilling overeenkomt met de frequenties die in het tweede voorwerp gemakkelijk worden aangeslagen. Resonantie kan optreden bij vrijwel elk object. Bij objecten met een kleine interne demping, zoals een object van metaal of glas, is resonantie sterker dan bij een object met een grote interne demping (zoals hout).